# Liste der Weihbischöfe in Posen
Die folgenden Personen waren Weihbischöfe im Erzbistum Posen (Polen):
Bistum Posen
| Zeit      | Name                          | Amt                                             |
| --------- | ----------------------------- | ----------------------------------------------- |
| 1531–1540 | Adrianus Szakowski OP         | Titularbischof von Aenus                        |
| 1540–1568 | Jacobus Dryaduschki OFM       | Titularerzbischof von Aenus                     |
| 1568–1573 | Stanislaus Szezniski          | Titularerzbischof von Aenus                     |
| 1588–1607 | Jacobus Brezwiczki            | Titularerzbischof von Aenus                     |
| 1661      | Marianus Kurski, OFM          | Titularerzbischof von Aenus                     |
| 1681–1712 | Hieronim Wierzbowski          | Titularbischof von Fesseë                       |
| 1713–1720 | Piotr Tarło                   | Titularerzbischof von Claudiopolis in Honoriade |
| 1722–1725 | Bernard Gozdzki               | Titularbischof von Isauropolis                  |
| 1725–1727 | Carolus Poninski              | Titularbischof von Arad                         |
| 1728–1729 | Baltazar Wilksycki            | Titularbischof von Eucarpia                     |
| 1729–1732 | Franciszek Kaznowski          | Titularbischof von Domitiopolis                 |
| 1733–1736 | Adam Stanisław Grabowski      | Titularbischof von Nilopolis                    |
| 1736–1768 | Józef Tadeusz Kierski         | Titularbischof von Bolina                       |
| 1748–1759 | Józef Pawłowski               | Titularbischof von Niochensis                   |
| 1768–1779 | Vladislaus Joannes Walknowski | Titularbischof von Benda                        |
| 1779–1801 | Ludwik Józef de Mathy         | Titularbischof von Tanis                        |
| 1780–1795 | Franciszek Ksawery Rydzyński  | Titularbischof von Nikopolis                    |
| 1805–1808 | Stanisław Żarnowiecki         | Titularbischof von Leuce                        |

Erzbistum Gnesen-Posen ab 1821
| Zeit      | Name                      | Amt                              |
| --------- | ------------------------- | -------------------------------- |
| 1927–1929 | Karol Mieczysław Radoński | Titularbischof von Berissa       |
| 1946–1975 | Franciszek Jedwabski      | Titularbischof von Maxula Prates |

Erzbistum Poznań ab 1948
| Zeit      | Name                | Amt                              |
| --------- | ------------------- | -------------------------------- |
| 1959–1984 | Tadeusz Etter       | Titularbischof von Bonitza       |
| 1973–1981 | Marian Przykucki    | Titularbischof von Glenndálocha  |
| 1980–1992 | Stanisław Napierała | Titularbischof von San Leone     |
| seit 1982 | Zdzisław Fortuniak  | Titularbischof von Tamagrista    |
| 1997–2012 | Marek Jędraszewski  | Titularbischof von Forum Popilii |
| seit 1999 | Grzegorz Balcerek   | Titularbischof von Selendeta     |
| 2013–2021 | Damian Bryl         | Titularbischof von Suliana       |
| 2019–2022 | Szymon Stułkowski   | Titularbischof von Tabalta       |
| seit 2021 | Jan Glapiak         | Titularbischof von Bisica        |